# Bunker
Bunker je vrsta skloništa, pokriveni objekat utvrđenja, često ukopan delimično ili potpuno pod zemljom, dizajniran za zaštitu od pada bombi i drugih napada ali i za dejstvo bočnom, kosom i frontalnom vatrom iz puškomitraljeza, mitraljeza i artiljerijskih oruđa za neposredno gađanje.
Često su se koristili u Prvom i Drugom svetskom ratu, a hladnom ratu za smeštaj oružja, objekata, komandne centre.
Osnovni delovi bunkera su: iskop, noseća i obložna konstrukcija, pokrivka, prostorija za municiju, otvori za dejstvo i ulaz. Složeniji bunkeri imaju protoriju za ljudstvo i uređaj za provetravanje
Prema materijalim od kojih se izvode dele se na: drveno-zemljane, betonske, armirano-betonske
Današnja težnja je da se rade od prefabrikovanih elemenata što pojeftinjuje i ubrzava izgradnju.
Mogu biti manjih dimenzija na borbenim linijama (npr mitraljeska gnezda) ali i veliki podzemni objekti koji mogu da prime i više hiljada ljudi, sa svim potrebnim instalacijama za višemesečno preživljavanje. Takođe u vidu podzemnih objekata se grade i podzemni aerodromi, luke za podmornice i sl...

## Druga značenja
- "Staviti film u bunker" znači zabraniti njegovu distribuciju i eventualno ga sačuvati za neka druga vremena
- "Bunker" u sportu znači povlačenje svih igrača u zonu ispred gola, čime se "čuva" rezultat

## Literatura
- Vojni leksikon, 1981